# سرسوزن

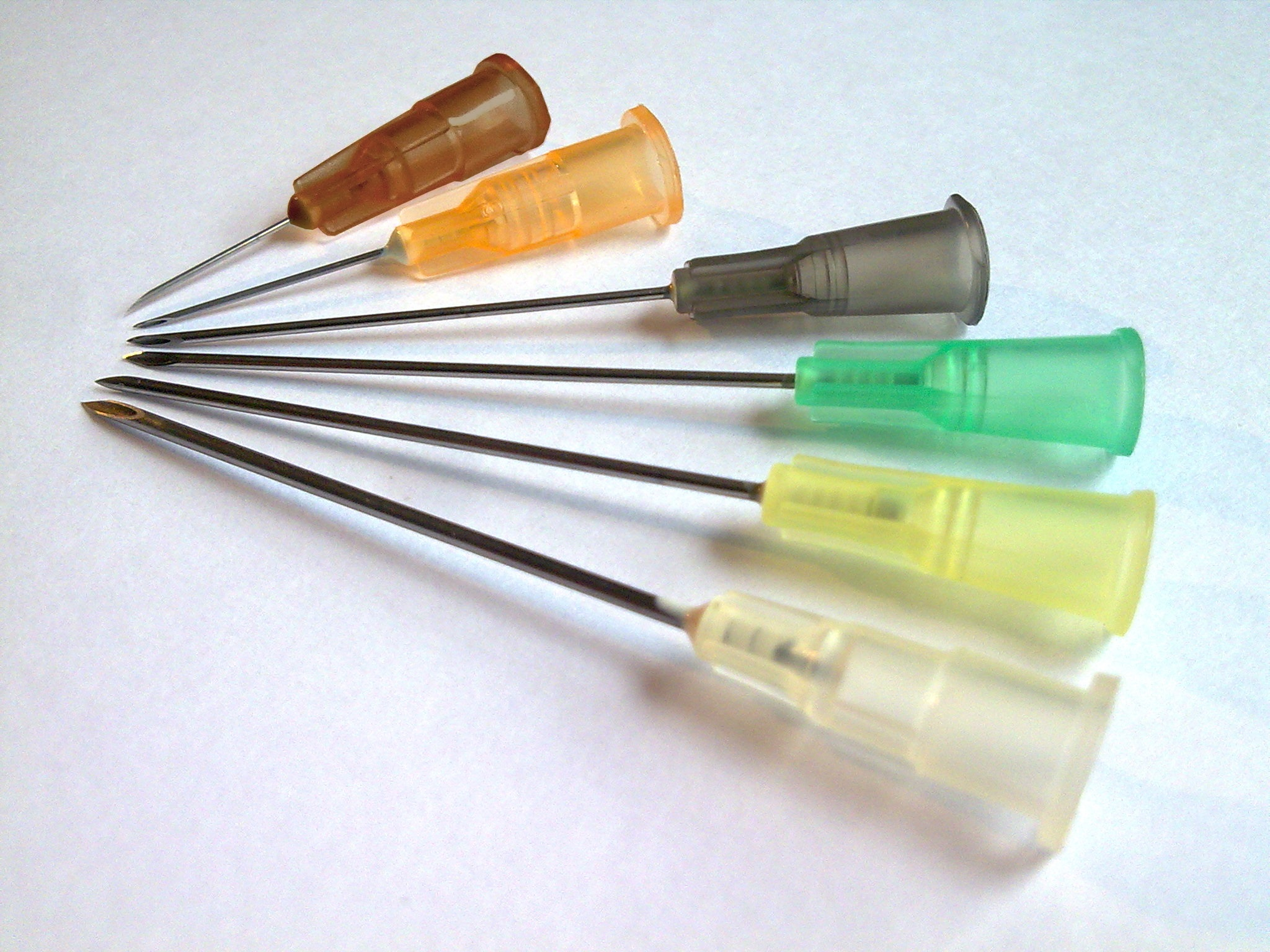
سرسوزن

سرسوزن بخش فلزی روی سرنگ است که تیز بوده و به راحتی داخل بافت بدن نفوذ می‌کند. میان سرسوزن خالی می‌باشد که دارو (اغلب آمپول یا سرم و ویال) از طریق آن به بدن تزریق می‌شود.
سوزن در اندازه‌های مختلف وجود دارد و شامل یک ساقه و یک دهانه‌است که دهانه به سرنگ وصل می‌شود. نوک سوزن به‌طور مورب بریده شده که فرورفتن آن را آسان می‌کند. هرچه شماره سوزن بیشتر شود از قطر سوزن کم می‌شود مثلاً سوزن شماره ۲۳ نازکتر از سوزن شماره ۲۰ است. در حال حاضر امکان تولید سرسوزن تا گیج ۳۴ نیز وجود دارد.
امروزه به دلیل توجه به خطر بیماری‌هایی که از طریق سرنگ آلوده منتقل می‌شوند مانند ایدز و هپاتیت در امحاء سرسوزن پس از انجام تزریق دقت بیشتری می‌شود و از جعبه ایمنی یا کاتر استفاده می‌شود.

## مراحل تولید سرسوزن
- مرحله تزریق و ساخت اجزا پلاستیک
- مرحله تولید کانولا (برش تیوب، برس، سنگ زنی، شست‌وشو و پلیسه برداری) از گیج ۱۴ تا ۳۲ براساس استاندارد ملی ۳۹۷۹
- مونتاژ (قرارگیری هاب (دهانه) بر روی فیکسچر، کانولا گذاری، چسب زنی، خشک کردن چسب، تست انسداد و تیزی، سیلیکون زنی، کاورگذاری).
- چنان‌چه هدف تولید سرسوزن استریل شده باشد، علاوه بر مراحل فوق، عملیات بسته‌بندی و کارتونینگ انجام و عملیات استریل توسط گاز اتیلن اکساید انجام می‌شود.[۱]

در طول فرآیند تولید، انواع تست‌ها و ارزیابی‌های کمی و کیفی در بخش‌های مختلف تولید توسط واحد کنترل کیفیت با توجه به استانداردهای ملی و بین المللی موجود یا سفارش و نیاز مشتری بر روی محصول تولیدی انجام می‌شود. آزمایش های اصلی و عمده کنترل کیفی شامل بررسی پاکیزگی محصول تولید، عاری از آلودگی بودن، تست تیزی نوک و Sharpness، استحکام و سختی کانولا، مقاومت چسب (اتصال کانولا به هاب)، مقاومت به خوردگی و اسیدیته و قلیائیت، استحکام کاور به هاب، باز بودن مجرای کانولا و تزریق می‌باشد. علاوه بر تست‌های ذکر شده، تست استحکام سیل و بررسی بیولوژیکی و زیست سازگاری و تست غیر تب‌زا و حساسیت نیز بر روی محصول استریل شده انجام می‌شود.

## اندازه سرسوزن

جدول اندازه‌های سوزن و نیدل

قطر سرسوزن با واحدی به نام گیج اندازه‌گیری می‌شود. هرچه گیج بالاتر باشد قطر سوزن نازک‌تر است.
طول سوزن عمق تزریق را تعیین می‌کند که با واحدی به نام میلی‌متر اندازه‌گیری می‌شود.
در جدول زیر رنگ دهانه سرسوزن‌های مختلف بر اساس گیج و مشخصات دیگر سرسوزن آورده شده‌است: